# 子囊果

各種類型的子囊果，由左至右分別為子囊盤、酒囊、閉被與裸被。包被（peridium）以粉红色表示

子囊果（ascocarp, ascoma，複數為ascomata）是子囊菌門真菌有性生殖的子實體，由許多緊密交織的菌絲及埋藏在其中的子囊组成。一个子囊果內可能含有上百萬個子囊，每個子囊內均可產生八枚子囊孢子。 子囊果根据包被与子实层的关系可以分为子囊盤（apothecia）、酒囊形（perithecia）、闭被（cleistothecia）、裸被（gymnothecium）与假包被（pseudothecia）等类型 。

## 子囊盤

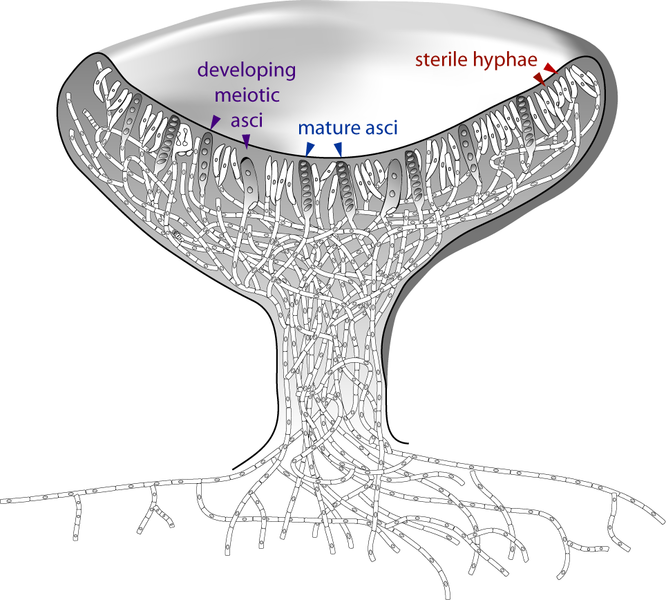
子囊盤示意圖

子囊盤是一種開放式、淺盤狀或杯狀的子實體，子囊盤主要分成三個結構：子實層(hymenium) 、囊層基(hypothecium)和囊盤被(excipulum)，其中子囊長在子實層上，能在成熟時直接釋放，如Dictyomycetes。深受美食家所喜愛的羊肚菌（morel, Morchella）即是一種可以食用的子囊果，雖然形狀像菇類，不過它並不是一種磨菇，而是由一團子囊盤融合而成的單一結構，Helvella和 Gyromitra 也有著相似的構造。

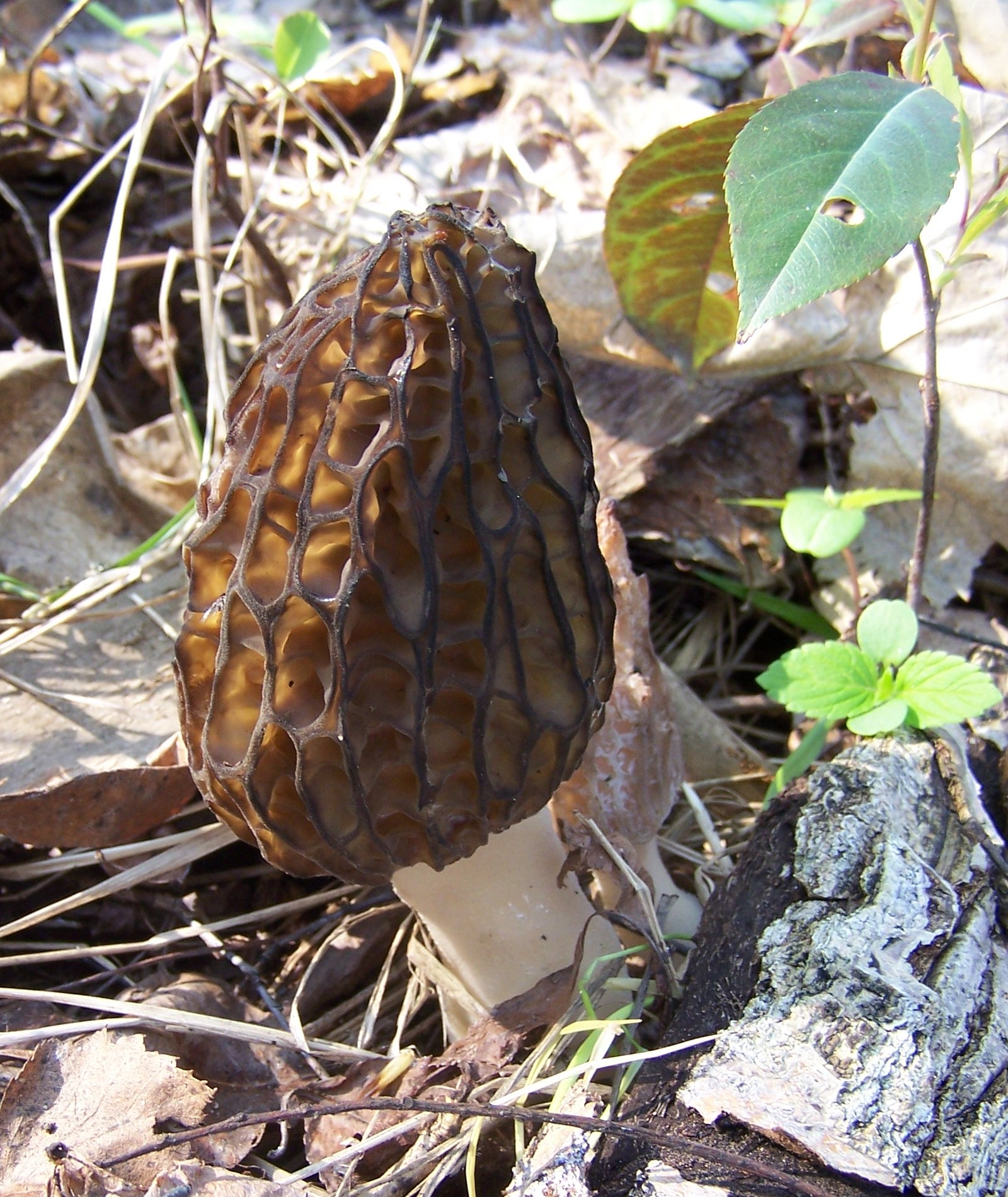
羊肚菌的子囊果是由大量的子囊盤組成

## 閉被子囊果
閉被子囊果是一種沒有任何開口的球形子實體，其包被(peridium )由緻密交錯的菌絲或擬薄壁組織(pseudoparenchyma)組成，有時外部還會有些向外生長的菌絲，稱為菌絲附件（peridial appendages）。 有些閉被子囊果內子囊呈圓形，並散布在整個內腔中（如Eurotium），有的則是一束束的立在子囊果基部（如Erysiphe）。由於含有子囊果的子实層（hymenium）被包被完全封闭，所以孢子不會主動釋放，因此真菌必須有其他釋放孢子的策略，例如松露通過吸引野豬等動物取食來解決了這個問題，動物會將美味的子囊果打破並把孢子散佈出去。

## 裸被子囊果
裸被子囊果与閉被子囊果不同，没有封闭的球形包被，其子囊成簇或散在分布于包被菌絲（peridial hyphae）中，这些菌丝称菌丝包被（gymnothecia）。 Gymnoascus, Talaromyces , Ajellomycetaceae（阿耶洛双态菌科）和 皮癣菌（dermatophytes，即分节癣菌科）都是屬於此類真菌。

## 酒囊子囊果

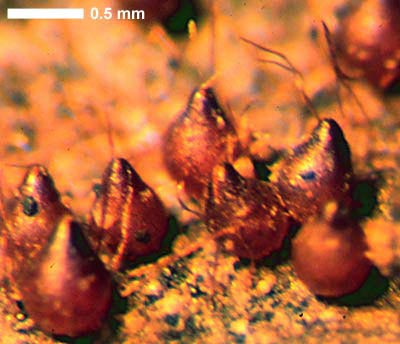
Nectria的酒囊子囊果包被

子囊包被呈球形、卵形或梨形的酒囊，子實層生在內腔，頂端具有乳头狀的開口，成熟時子囊孢子由此釋放。此類真菌有Sphaeriales 和Hypocreales。

## 假包被子囊果

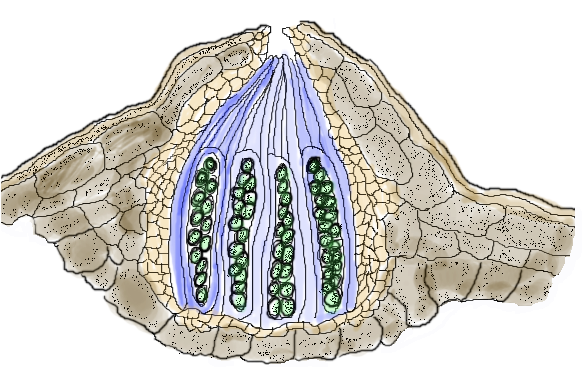
假包被子囊果示意圖。8個子囊孢子(綠色)排列在子囊中。

外型似闭被子囊果，但內部的子囊是不規則排列在子实層中，且為雙囊壁，具有雙層壁，當子囊果吸水將內部孢子噴射出去時會分離。著名的種類有造成蘋果瘡痂病的Venturia inaequalis以及造成馬栗病害的Guignardia aesculi。